# Wurlali
Wurlali (Indonesisch: Gunung Wurlali), is een stratovulkaan op het Indonesische eiland Damer in de provincie Molukken.